# Хазали, Каис
Каис Хазали (род. 1974) — основатель и руководитель специальных групп в Ираке с июня 2006 года и до пленения британскими войсками в марте 2007 года. Будучи главой Специальных групп Каис Хазали руководил контрабандой оружия, формированием эскадронов смерти для организации религиозного насилия, похищений людей и убийств, и в частности нападение на американские силы в Кербеле 20 января 2007 года. Бывший последователь Муктады ас-Садра, был исключён из армии Махди в 2004 году за «несанкционированные распоряжения» и основал свою собственную группировку «Асаиб Ахль аль-Хакк», также известную как «сеть Хазали». На время заключения Каиса Хазали исполняющим обязанности лидера «Асаиб Ахль аль-Хакк» стал Акрам аль-Каби.

## Арест и освобождение
В ночь на 20 марта 2007 года британский спецназ Особой воздушной службы (SAS) совершил штурм дома Каиса Хазали в Басре, и арестовал его вместе с братом и ливанским советником без жертв, кроме того были получены ценные сведения.
В январе 2010 года Каис Хазали был освобождён в обмен на Питера Мура, который был похищен Асаибом Ахл аль-Хаком. В декабре того же года командиры Специальных групп Абу Дераа и Мустафа аш-Шейбани получили разрешение вернуться в Ирак и заявили, что продолжат работать с Каисом Хазали.

## Преследование
В декабре 2019 года Министерство финансов США ввело санкции против Каиса Хазали за «участие в серьёзных нарушениях прав человека в Ираке».
31 декабря 2019 года государственный секретарь США Майк Помпео назвал Каиса Хазали, наряду с Абу Махди аль-Мухандисом, Хади аль-Амири и Фалихом аль-Файядом, ответственными за нападение на посольство США в Багдаде.
3 января 2020 года США объявили «Асаиб Ахль аль-Хакк» иностранной террористической организацией, а Каиса Хазали и его брата Лаита Хазали — международными террористами.